# Kostel svatého Michala (Kluž)

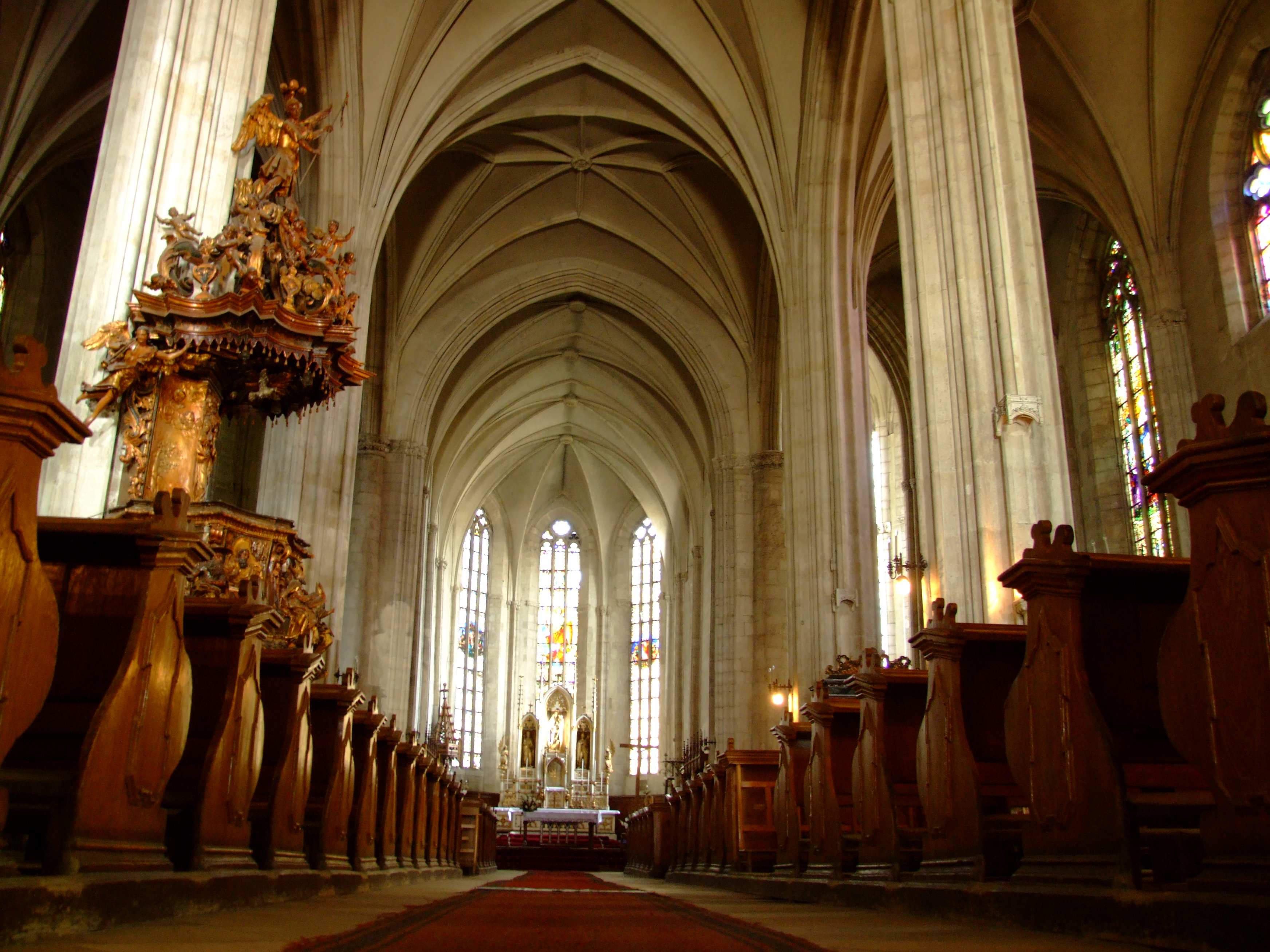
Interiér chrámu

Kostel svatého Michala v Kluži (rumunsky Biserica Romano-Catolică Sfântul Mihail) je římskokatolický kostel. Je to druhý největší kostel v Sedmihradsku.

## Dějiny
Kostel se začal budovat v 14. století a jeho nejstarší část s oltářem byla dokončena v roce 1390. Kompletně byl dokončen v letech 1442 až 1447. Během reformačního hnutí jej zabrali protestanti (1545–1566) a později uniaté (1566–1716). Po porážce protihabsburských povstání a nástupu rekatolizace v Sedmihradsku byl kostel vrácen římskokatolické církvi. V historii se zde odehrávaly důležité události, týkající se města a celého Sedmihradska.[zdroj?] Kostel byl regotizovaný v roce 1862 (hlavně věž).

## Architektura
Kostel byl vybudován v gotickém architektonickém stylu. Hlavní loď chrámu je dlouhá 50 metrů, široká 23 metrů. Věž chrámu je vysoká 76 metrů (s křížem 80 metrů) a je tak nejvyšší věž v Sedmihradsku. Západní portál chrámu zdobí tři erby Zikmunda Lucemburského, který byl uherským králem, českým králem a německým císařem.